# Griburius equestris
Griburius equestris är en skalbaggsart som först beskrevs av Olivier 1808.  Griburius equestris ingår i släktet Griburius och familjen bladbaggar. Inga underarter finns listade i Catalogue of Life.